# Une vraie jeune fille
Une vraie jeune fille  is een Franse dramafilm uit 1976, geschreven en geregisseerd door Catherine Breillat. De film is ook wel bekend onder A Real Young Girl (Engelse titel) en Ein Mädchen (Duitse titel). De film werd na de productie in 1976 direct verboden wegens de expliciete scènes en kreeg uiteindelijk pas in 1999 zijn officiële première.

## Plot
Alice Bonnard, een veertienjarig meisje uit klas 4A van het Saint-Sulvien lyceum, brengt haar vakantie door bij haar ouders in de Landes. Zij voelt zich onweerstaanbaar aangetrokken tot Jim, een twintigjarige jongen die in de zagerij van haar ouders werkt. Ze is echter te bang en te verlegen om hem dat duidelijk te maken, overtuigd dat zij voor hem niet eens bestaat. Meer en meer hangt ze rond in zijn nabijheid, maar hoe dichter ze hem nadert, hoe moeilijker ze het vindt om een gesprek aan te knopen...

## Rolverdeling
| Acteur              | Personage              |
| ------------------- | ---------------------- |
| Charlotte Alexandra | Alice Bonnard          |
| Hiram Keller        | Pierre-Evariste Renard |
| Rita Maiden         | Mrs. Bonnard           |
| Bruno Balp          | Mr. Bonnard            |
| Georges Guéret      | Martial                |
| Shirley Stoler      | Grocer in Aupom        |